# Czesław Stanjek
Czesław Stanjek (ur. 29 listopada 1952 w Rudzie) – polski zapaśnik stylu klasycznego, trener,olimpijczyk z Montrealu 1976.
Podczas kariery sportowej (lata 1965-1977) reprezentant klubów: Pogoń Nowy Bytom i Siła Mysłowice.
Jako junior w roku 1970 zdobył tytuł wicemistrza Europy juniorów w wadze do 48 kg
Na igrzyskach olimpijskich w roku 1976 w Montrealu wystartował w wadze muszej zajmując 12. miejsce.
W roku 1977 wyjechał do Niemiec i walczył w tamtejszej lidze. W latach 1981, 1985 zdobył tytuł wicemistrza Niemiec w kategorii 57 kg.